# Monica Márquez
Monica Marie Márquez (20 de abril de 1969) es jueza asociada del Tribunal Supremo de Colorado. Anteriormente fue Fiscal General Adjunta de Colorado, fue nombrada por el Gobernador Bill Ritter para el Tribunal Supremo en 2010 para cubrir la vacante creada por la jubilación de la Presidenta del Tribunal Supremo Mary Mullarkey. Prestó juramento el 10 de diciembre de 2010.  Es la primera latina y la primera persona abiertamente gay en formar parte del Tribunal Supremo de Colorado.

## Biografía
Nacida en Austin, Texas, Márquez creció en Grand Junction, Colorado y se graduó como valedictorian en el instituto Grand Junction High School en 1987. Se licenció en la Universidad de Stanford en 1991 antes de pasar dos años con el Cuerpo de Voluntarios Jesuitas, trabajando con niños en Camden, Nueva Jersey y Filadelfia. Luego asistió a la Facultad de Derecho de Yale, obtuvo un Doctorado en Jurisprudencia en 1997 y fue editora del Yale Law Journal. Más adelante fue secretaria de dos jueces federales: Michael Ponsor del Distrito de Massachusetts y David M. Ebel del Décimo Circuito. Posteriormente trabajó como asociada en Holme Roberts & Owen antes de unirse a la oficina del Fiscal General de Colorado en 2002.
Márquez es ex presidenta de la Asociación de Abogados LGBT de Colorado y miembro de la junta de la Asociación de Abogados Hispanos de Colorado. También fue presidenta de la Comisión LGBT del alcalde de Denver. Su padre, José DL Márquez, fue el primer juez latino del Tribunal de Apelaciones de Colorado.

## Nombramiento como magistrada
El 24 de agosto de 2010, la Comisión de Nombramientos del Tribunal Supremo de Colorado seleccionó a Márquez como uno de los tres candidatos para reemplazar a Mary Mullarkey en el Tribunal Supremo de Colorado. El 8 de septiembre de 2010, el gobernador demócrata Bill Ritter anunció a Márquez como su candidata para reemplazar a Mullarkey. El nombramiento fue elogiado por su exjefe, el fiscal general republicano de Colorado, John Suthers.
Márquez es la primera latina y la primera persona abiertamente gay en formar parte del Tribunal Supremo de Colorado. Su pareja es Sheila Barthel. Desde 2021, es la más antigua de los once jueces de los tribunales supremos estatales abiertamente LGBT de los Estados Unidos.